# چارلز کرولاک
چارلز کرولاک (انگلیسی: Charles C. Krulak؛ زادهٔ ۴ مارس ۱۹۴۲) ژنرال بازنشسه سپاه تفنگداران دریایی ایالات متحده آمریکا است، که در فاصله سال‌های ۱۹۹۵ تا ۱۹۹۹ به‌عنوان‌ سی و یکمین فرمانده سپاه تفنگداران دریایی فعالیت می‌کرد.
کرولاک فعالیت نظامی را از سال ۱۹۶۳ در سپاه تفنگداران دریایی آمریکا آغاز کرد، از ۱۹۸۸ تا ۱۹۹۰ فرمانده گروه دوم لجستیک دریایی بود، از ۱۹۹۰ تا ۱۹۹۳ به‌عنوان فرمانده نیروهای سپاه تفنگداران دریایی اقیانوس آرام فعالیت می‌کرد و از ۱۹۹۳ تا ۱۹۹۵ فرماندهی توسعه رزمی سپاه تفنگداران دریایی را برعهده داشت. وی در جنگ ویتنام و جنگ خلیج فارس حضور داشت و در سال ۱۹۹۹ پس از ۳۷ سال خدمت از نیروهای مسلح آمریکا بازنشسته شد.